# Scener
Scener è il secondo album in studio da solista del cantante svedese Per Gessle, pubblicato nel 1985.

## Tracce
Side-A
1. Galning – 4:17
2. Rickie Lee – 2:58
3. Lycklig en stund – 2:20
4. Väntat så länge – 4:40
5. Inte tillsammans, inte isär – 3:01
6. Viskar – 5:31

Side-B
1. Blå december – 5:31
2. Den tunna linjen – 2:50
3. Kapten – 4:55
4. Speedo – 3:17
5. Scen – 0:42
6. Om jag en dag – 5:26